# Mario Raymundo Fiad
Mario Raymundo Fiad (n. San Salvador de Jujuy, 12 de enero de 1957) es un médico cirujano y político argentino, perteneciente a la Unión Cívica Radical, que ejerció como Senador de la Nación Argentina representando a la provincia de Jujuy, cargo que asumió el 10 de diciembre de 2017. Ocupó también la presidencia del Comité Provincial de la Unión Cívica Radical de Jujuy, sucediendo a Gerardo Morales el 10 de diciembre de 2015, siendo reelegido para un segundo mandato de dos años el 23 de diciembre de 2017.
Antes de su llegada al Senado ejerció como Ministro de Salud de su provincia, durante la primera mitad del gobierno de Gerardo Morales, y como diputado nacional por dos períodos, uno de ellos inconcluso. Se presentó como candidato radical a gobernador de Jujuy en las elecciones provinciales de 2011, en el marco de la alianza «Unión para el Desarrollo Social (UDESO)», con Federico Otaola como compañero de fórmula. Sin embargo, resultó derrotado por el justicialista Eduardo Fellner en forma aplastante, no logrando imponerse en ningún departamento de la provincia. En 2015 fue elegido diputado uninominal del Parlasur en representación del distrito jujeño por amplia diferencia, pero renunció antes de asumir, siendo reemplazado por Norma Graciela Aguirre.
Con puntos de vista socialmente conservadores, Fiad como diputado votó en contra de la ley que garantizó el matrimonio entre personas del mismo sexo en 2010, y como senador en contra del proyecto de Ley de Interrupción Voluntaria del Embarazo en 2018 y de la ley finalmente aprobada en 2020, lo que le ha granjeado críticas tanto de grupos feministas como de activismo LGBT. Sin embargo, se manifestó a favor de la despenalización de la posesión de estupefacientes para consumo personal.

## Primeros años
Fiad nació el 12 de enero de 1957, en San Salvador de Jujuy, capital de la provincia de Jujuy. Cursó sus estudios primarios en la Escuela Dr. Manuel Belgrano, y los secundarios en el Colegio Nacional Nro. 1 Teodoro Sánchez de Bustamante. Ingresó a la Universidad Nacional de Córdoba en 1975, donde se recibió en el año 1981 en la carrera de médico cirujano. Se especializó posteriormente en el servicio de Dermatología del Hospital Municipal Cosme Argerich y luego en el Hospital Clínico y Provincial de la ciudad de Barcelona, España, retornando a su provincia finalmente en diciembre de 1983 para ejercer su profesión, primero como médico dermatólogo en el Hospital Pablo Soria, luego como Jefe del Departamento de E.T.S. y Lepra de la Provincia de Jujuy y como Jefe del Servicio de Dermatología del Hospital San Roque. En diciembre de 1988 fue uno de los fundadores del Instituto Dermatológico Belgrano. Posteriormente fue presidente de la Sociedad Jujeña de Dermatología, teniendo a su cargo la Unidad Coordinadora de Programas Nacionales de Salud de la Provincia de Jujuy. Esta labor destacada lo llevó a ser presidente del Colegio Médico de Jujuy en 2001, cargo en el que se mantendría hasta su asunción como diputado. En 2006 completaría una nueva especialización en Economía y Gestión de la Salud en la Universidad ISalud.

## Carrera política

### Diputado Nacional (2009-2015)
Su carrera política activa comenzó tardíamente. Afiliado a la Unión Cívica Radical (UCR) por mucho tiempo y conocido hombre de confianza del dirigente Gerardo Morales, Fiad emergió como una figura nueva en las elecciones legislativas de 2009, encabezando la lista para diputados nacionales por Jujuy del Acuerdo Cívico y Social (ACyS), coalición que a nivel provincial encabezaba el radicalismo. Su elección como candidato, siendo hasta entonces una figura prácticamente desconocida para la opinión pública jujeña fuera del ámbito médico, fue una estrategia que implicó la declinación de varios dirigentes radicales de mayor peso en favor de un nuevo postulante que fortaleciera al partido en el distrito jujeño, bastión tradicional del justicialismo. Los comicios tuvieron lugar el 28 de junio de ese año, con la lista ACyS encabezada por Fiad obteniendo el 30,94% de los votos, solo nueve puntos por debajo de la lista oficialista que llevaba la candidatura de Ermindo Edgardo Marcelo Llanos, y relegando al tercer puesto a Primero Jujuy, formación que había obtenido el segundo lugar en las elecciones anteriores. Fiad resultó de este modo elegido diputado para el período 2009-2013, asumiendo el 10 de diciembre.
Durante su mandato como diputado, Fiad integró la Comisión de Acción Social y Salud Pública, así como las Ciencia y Tecnología, Deportes, Previsión y Seguridad Social, Recursos Naturales y Conservación del Ambiente Humano, y presidió la Comisión de Prevención de Adicciones y Control del Narcotráfico. Desde 2010 comenzó a ejercer a su vez como presidente del Instituto de Políticas Públicas de Jujuy.
En 2010 se opuso al proyecto de ley que conduciría a la legalización del matrimonio entre personas del mismo sexo, a pesar de que tanto Gerardo Morales (entonces senador) como gran parte del sector del radicalismo que Fiad integraba se había manifestado a favor. Fiad fundamentó su decisión de votar en contra afirmando que «es en base a las diferencias en que se constituye la institución matrimonial» y que «nuestros niños y jóvenes necesitan saber que por encima de los cambios vertiginosos de la modernidad, hay cosas que no cambian». Fiad criticó al sector favorable a la ley por buscar siempre la «flexibilización y liberalización» de lo que él consideraba instituciones inamovibles. En contraposición, en 2012 Fiad se mostró a favor de numerosos proyectos orientados a la despenalización de la tenencia de drogas para uso personal, bajo el alegato de que los adictos son personas enfermas y no criminales, e impulsó iniciativas para lograr un mayor debate sobre el tema en el Congreso. En 2015, propuso que se habilitara el número 912 para denunciar específicamente los casos de venta de drogas, como una medida para combatir el narcotráfico.
Uno de los proyectos más destacados de Fiad durante su período como diputado fue la Ley Nacional de Prevención del Suicidio N° 27.130, presentado ante la cámara baja el 12 de noviembre de 2014, que tiene como objetivo promover las políticas públicas en relación con la prevención, asistencia, cobertura y capacitación. El proyecto y su trabajo activo en la redacción del mismo le valieron el reconocimiento de la Asociación Internacional para la prevención del suicidio en Argentina y la Fundación Manos Unidas por la Paz durante dos años consecutivos por «su aporte y colaboración en el trabajo para la prevención del suicidio». En su discurso declaró que la iniciativa recibió la colaboración de la Dirección Nacional de Salud Mental, la Fundación Manos Unidas Por la Paz - Programa de Prevención, Atención y Posvención del Suicidio, el Servicio de Niñez y Adolescencia del Ministerio de Salud de la Nacióny especialistas independientes.

### Candidatura a gobernador de 2011
El 24 de mayo de 2011, luego de un breve período de especulación, se confirmó que Fiad sería el candidato a gobernador de Jujuy por la Unión Cívica Radical en su coalición con otros partidos aliados, la Unión para el Desarrollo Social (UDESO). Morales, entonces presidente del Comité Provincia de la UCR de Jujuy, se refirió a Fiad como «uno de los nuevos emergentes de la política jujeña», a lo que también adhirió el intendente de San Salvador de Jujuy, Raúl Jorge, describiendo a Fiad como el candidato «de la renovación» de la provincia. Faid agradeció la candidatura en la misma conferencia, afirmando que aceptaba: «porque soy jujeño y amo a esta tierra y quiero que mis hijos y los hijos de todos los que habitan esta provincia puedan tener la posibilidad de educarse y trabajar aquí, sin tener que emigrar para tener oportunidades». Fiad protestó por el hecho de que la provincia se mantuviera siempre con índices bajos en distintos estamentos, y declaró que su principal objetivo sería corregir las diferencias injustas y ayudar a los desempleados. Varios meses después, el 4 de septiembre, Fiad confirmó al abogado Federico Oatola como su compañero de fórmula.
A pesar de la novedad de la candidatura, se consideró que Fiad tenía escasas posibilidades de éxito ante el candidato del Partido Justicialista (PJ), Eduardo Fellner, que ya había ejercido como gobernador entre 1998 y 2007. Los comicios tuvieron lugar el 25 de octubre, y Fellner obtuvo un triunfo aplastante con el 57,53% de los votos contra el 25,89% de Fiad, mientras que la diputada peronista disidente María Carolina Moisés, por el partido Primero Jujuy, se ubicó en el tercer puesto con el 10,32%, con un alto nivel de votos en blanco, que ocuparon la tercera minoría de votos. Si bien Fiad logró que la UCR volviera a ubicarse en segundo puesto luego de haber quedado tercera en las anteriores elecciones, su resultado se consideró decepcionante por la magnitud de la derrota, no imponiéndose en ningún departamento y llegando a ubicarse en tercer lugar detrás de Moisés en Rinconada, Santa Bárbara, Santa Catalina, San Pedro y Yavi.

### Ministro de Salud de Jujuy (2015-2017)
Las elecciones provinciales de 2015 resultaron en un amplio triunfo para el candidato radical Gerardo Morales, que resultó elegido gobernador de Jujuy en coalición con la alianza Cambiemos de Mauricio Macri el Frente Renovador de Sergio Massa, desalojando del poder al Partido Justicialista jujeño por primera vez desde la democratización en 1983. Paralelamente, Fiad fue candidato de la alianza «Frente Cambia Jujuy» en las elecciones al Parlasur para el distrito uninominal de Jujuy, obteniendo un aplastante triunfo con el 60,21% de los votos sobre el 36,13% de María Eugenia Bernal, candidata del Frente para la Victoria (FpV) y el 3,66% de Natalia Morales, candidata del Frente de Izquierda y de los Trabajadores (FIT). A pesar de su elección como parlamentario del Mercosur, el 26 de noviembre de 2015, Morales confirmó que Fiad ocuparía la cartera de Salud en su gabinete provincial. Fiad asumió su cargo el 10 de diciembre junto con los demás ministros, y fue suplantado en el Parlasur por la radical Norma Graciela Aguirre.

### Senador Nacional de Jujuy (2017-2023)
Tras dejar el ministerio de salud de la provincia el 17 de julio de 2017, ese año fue candidato a senador nacional en las Elecciones legislativas de Argentina de 2017 el cual fue electo y asumió el 10 de diciembre.

### Diputado provincial de Jujuy (2023-actualidad)
En las Elecciones provinciales de Jujuy de 2023 encabezó la boleta de diputados provinciales por lo cual fue electo para el periodo 2023-2027.